# Campionat de Catalunya d'handbol d'onze
El Campionat de Catalunya d'handbol d'onze va ser una competició esportiva de clubs d'handbol d'onze catalans, creat l'any 1944 amb el nom de Torneo Antonio Correa Véglisson, nom del governador civil de Barcelona entre 1940 i 1945. De caràcter anual, va ser organitzat per la llavors Federación Regional de Cataluña, A la primera edició van participar el Futbol Club Barcelona, Frente de Juventudes, SEU de Barcelona, l'equip de la Policía Armada y Tráfico (PAYT), CD Ibérico, Institut Ausiàs March, CD Masnou, Ideal Vallvidrera, CD Hispano Francés i les Juventudes Alemanas, format per alumnes del Col·legi Alemany de Barcelona. Posteriorment, s'hi afegiren el Club Balonmano Granollers i la Unió Atlètica Sant Gervasi, guanyat dos títols cadascun. Degut a la creixent popularitat de l'handbol a set, que utilitzava instal·lacions de joc més reduïdes, i també la pèrdua d'espectacularitat i interès, va provocar la suspensió del campionat el 1959.
El dominador històric de la competició va ser el Futbol Club Barcelona amb deu títols.

## Historial
| En negreta = Equip guanyador (1) = Nombre de títols Nota: Noms dels equips segons l'època. |

| Edició | Temp.   | Data       | Campió              | Resultat | Subcampió         | Seu                  | refs         |
| ------ | ------- | ---------- | ------------------- | -------- | ----------------- | -------------------- | ------------ |
| I      | 1943-44 | 04-06-1944 | FC Barcelona (1)    | 7-3      | FJ Barcelona      |                      | [ 2 ]        |
| II     | 1944-45 | N/D        | FC Barcelona (2)    | lligueta | Ideal Vallvidrera | N/D                  | [ 3 ]        |
| III    | 1945-46 | N/D        | FC Barcelona (3)    | lligueta | Ideal Vallvidrera | N/D                  | [ 4 ]        |
| IV     | 1946-47 | N/D        | FC Barcelona (4)    | lligueta | SEU Barcelona     | N/D                  | [ 5 ]        |
| V      | 1947-48 | N/D        | SEU Barcelona (1)   | lligueta | FC Barcelona      | N/D                  | [ 6 ]        |
| VI     | 1948-49 | N/D        | FC Barcelona (5)    | lligueta | SEU Barcelona     | N/D                  | [ 7 ]        |
| VII    | 1949-50 | N/D        | UA Sant Gervasi (1) | lligueta | FC Barcelona      | N/D                  | [ 8 ]        |
| VIII   | 1950-51 | N/D        | FC Barcelona (6)    | lligueta | UA Sant Gervasi   | N/D                  | [ 9 ]        |
| IX     | 1951-52 | N/D        | CF Badalona (1)     | lligueta | FC Barcelona      | N/D                  | [ 10 ]       |
| X      | 1952-53 | N/D        | UA Sant Gervasi (2) | lligueta | CF Badalona       | N/D                  | [ 8 ] [ 11 ] |
| XI     | 1953-54 | N/D        | FC Barcelona (7)    | lligueta | BM Granollers     | N/D                  | [ 12 ]       |
| XII    | 1954-55 | 08-05-1955 | FC Barcelona (8)    | 11-7     | CD Sabadell       | Camp CD Granollers   | [ 13 ]       |
| XIII   | 1955-56 | N/D        | BM Granollers (1)   | 13-5     | CF Arrahona       |                      | [ 13 ]       |
| XIV    | 1956-57 | N/D        | FC Barcelona (9)    | lligueta | BM Granollers     | N/D                  | [ 14 ]       |
| XV     | 1957-58 | 18-05-1958 | FC Barcelona (10)   | 16-11    | CF Arrahona       | Camp del CF Ripollet | [ 15 ]       |
| XVI    | 1958-59 | N/D        | BM Granollers (2)   | lligueta | CD Sabadell       | N/D                  | [ 16 ]       |

## Palmarès
| Equip                                 | Campió | Subcampió | Anys campió                                                | Anys subcampió |
| ------------------------------------- | ------ | --------- | ---------------------------------------------------------- | -------------- |
| Futbol Club Barcelona                 | 10     | 3         | 1944, 1945, 1946, 1947, 1949, 1951, 1954, 1955, 1957, 1958 | 1950, 1952     |
| Club Balonmano Granollers             | 2      | 2         | 1956, 1959                                                 | 1954, 1957     |
| Unió Atlètica Sant Gervasi            | 2      | 1         | 1950, 1953                                                 | 1951           |
| Sindicato Español Universitario       | 1      | 2         | 1948                                                       | 1947, 1951     |
| Club de Futbol Badalona               | 1      | 1         | 1952                                                       | 1953           |
| Ideal Vallvidrera                     | 0      | 2         | —                                                          | 1945, 1946     |
| Handbol Arrahona                      | 0      | 2         | —                                                          | 1956, 1958     |
| Centre d'Esports Sabadell Futbol Club | 0      | 2         | —                                                          | 1955, 1959     |
| Frente de Juventudes                  | 0      | 1         | —                                                          | 1944           |